# Quan hệ Ba Lan – Hoa Kỳ
Quan hệ Hoa Kỳ - Ba Lan chính thức bắt đầu năm 1919. Từ năm 1989, các mối quan hệ Hoa Kỳ - Ba Lan rất tốt và Balan là một trong số các đồng minh châu Âu thân cận của Hoa Kỳ. Tuy nhiên, bất chấp mối quan hệ thâm sâu, người Ba Lan cảm thấy không tin tưởng được Hoa Kỳ cũng lên tới 20%, mặc dù Ba Lan là quốc gia có cái nhìn thân Hoa Kỳ nhất ở Đông Âu (60%) và thuộc hàng lớn nhất trên thế giới.

## Trước thế kỷ 20
Mặc dù cuộc chia cắt Ba Lan đã xóa sổ nhà nước Ba Lan khỏi bản đồ năm 1795 nhằm ngăn cản việc thiết lập quan hệ ngoại giao chính thức giữa Ba Lan và tân nhà nước Hoa Kỳ, Ba Lan, đã ban hành hiến pháp lâu đời thứ hai nhất của thế giới năm 1791 luôn xem Hoa Kỳ là một sự ảnh hưởng tích cực, và ngay cả vào thế kỷ 18, các nhân vật Ba Lan quan trọng như Tadeusz Kościuszko và Kazimierz Pułaski trở thành chặt chẽ với việc định hình của lịch sử Hoa Kỳ. Nhiều người Ba Lan di cư đến Hoa Kỳ trong thế kỷ 19, tạo thành một cộng đồng lớn người Mỹ gốc Ba Lan.

### Cuộc nổi dậy Tháng 11 năm 1831
Trong khoảng thời gian vào tháng 11 năm 1831, ở Ba Lan do Nga chiếm đóng đã xảy ra một cuộc nổi dậy lịch sử, được nhớ tới là cuộc nổi dậy tháng 11 bởi những người Ba Lan đòi độc lập khỏi đế quốc Nga đã được báo chí Hoa Kỳ in ấn lại rõ nét. Bản thân người Ba Lan ở Hoa Kỳ vốn khá ít ỏi, nhưng do sự ủng hộ của người Ba Lan với Cách mạng Mỹ, nhiều người thể hiện sự cảm thông, đặc biệt do hình tượng của hai người anh hùng của Hoa Kỳ độc lập xuất thân từ Ba Lan, Tadeusz Kosciuszko và Kazimierz Pulaski. Sau khi bị đàn áp, nhiều tờ báo ở Hoa Kỳ tỏ ra cảm thông và xem hành động trấn áp của Nga "vô nhân đạo" và "tàn bạo" trước những người Ba Lan "anh hùng". Tuy vậy, do Nga cũng đang là đồng minh của Hoa Kỳ bởi Nga cũng ủng hộ cách mạng Mỹ trước đây, Ngoại trưởng Hoa Kỳ Edward Livingston và đại sứ Hoa Kỳ ở Nga James Buchanan đã làm lặng im vấn đề này để tìm kiếm liên minh với Đế quốc Nga.

### Thời kỳ Nội chiến
Abraham Lincoln, tổng thống thứ 16 của Hoa Kỳ, lo sợ Nga có thể can thiệp ủng hộ phe Liên minh miền Nam Hoa Kỳ trong Nội chiến Hoa Kỳ nếu can thiệp vào vấn đề nổi dậy ở vùng lãnh thổ Ba Lan thuộc Nga bấy giờ, đã tìm cách lánh mình khỏi cuộc xung đột. Nga hoàng Aleksandr II của Nga cũng không can thiệp vào cuộc xung đột Hoa Kỳ, nhưng nó đã phần nào làm phong trào độc lập Ba Lan rơi vào khó khăn và quên lãng.

## Cộng hòa Ba Lan (1919-1939)
Vào tháng 4 năm 1919, Ba Lan tái độc lập khỏi tay Nga, Áo và Đức. Hoa Kỳ đã sớm công nhận Ba Lan độc lập, song lại không thực sự có mối quan hệ sâu đậm. Do Ba Lan đã từng phải hứng chịu sự phớt lờ của Hoa Kỳ khi Nga cai trị Ba Lan, người Ba Lan đã không tin tưởng Hoa Kỳ mặc dù mối quan hệ khá gần gũi và thân thiện.

### Thế chiến II
Ba Lan đóng vai trò như là quốc gia đã ủng hộ phe Đồng Minh và đóng góp số lính lớn thứ 4 trong toàn cuộc chiến, nằm dưới chỉ đạo của Chính phủ lưu vong Ba Lan ở Luân Đôn. Tuy nhiên cộng tác với Chính phủ Hoa Kỳ khá hạn chế và có quá ít sự cộng tác giữa hai bên dù là đồng minh thời điểm đó.
Truyền thông Hoa Kỳ, đặc biệt là Hollywood, đã hoàn toàn phớt lờ Ba Lan trong suốt cuộc chiến và kể cả sau này. Nhiều phim kể về tội ác phát xít Đức ở Pháp, Áo, Hà Lan, Bỉ cũng như các cuộc kháng chiến chống Đức bởi Anh và đồng minh, nhưng Ba Lan gần như bị bịt kín. Sử gia Biskupski cho rằng Ba Lan bị lãng quên do Liên Xô đã tìm cách ngăn cản, cũng như việc Liên Xô là đồng minh trong Thế chiến II. Hoa Kỳ đã gần như từ bỏ Ba Lan suốt cả cuộc chiến.

## Thời cộng sản Ba Lan
Sau khi Ba Lan rơi vào tay cộng sản, Hoa Kỳ đã sớm công nhận tân quốc gia mới, nhưng Đại sứ Hoa Kỳ thời hậu chiến, Arthur Bliss Lane, vốn đồng cảm mạnh mẽ với người Ba Lan, đã viết cuốn Tôi thấy Ba Lan bị phản bội để giải thích vì sao các nước phương Tây bỏ rơi Ba Lan vào tay Nga Xô viết. Cảm nhận của Arthur khá giống với tâm lý người Ba Lan, khi họ nhìn Nga/Liên Xô là cuộc gia cai trị bạo tàn, và Hoa Kỳ là đồng minh.
Sau khi Gomulka lên quyền lực, hai bên đã nỗ lực hàn gắn quan hệ. Tuy nhiên chính sách thân Liên Xô và ảnh hưởng cộng sản khiến quan hệ giữa hai nước đi xuống. Thế nhưng, khi Edward Gierek nắm quyền năm 1972, hai bên tái tìm cách thiết lập ngoại giao. Gierek trở thành lãnh đạo Ba Lan đầu tiên thăm Hoa Kỳ, vào 1974.
Sự ra đời của phong trào Công đoàn Đoàn kết vào năm 1980 đã làm gia tăng hy vọng, song nó bị cản trở bởi chính sách đàn áp của chính phủ Cộng sản Ba Lan. Sự việc này khiến mối quan hệ đi xuống trầm trọng, cho tới khi Mikhail Sergeyevich Gorbachyov tiến hành cải cách vào năm 1985, thì bắt đầu mới chứng kiến sự nồng ấm trở lại. Tuy vậy, chỉ khi nhà nước Cộng sản tan rã vào năm 1991, hai nước mới thực sự bước lên con đường ngoại giao mới.

## Cộng hòa Ba Lan
Sau khi trở thành nước Cộng hòa lần thứ 3, Ba Lan và Hoa Kỳ đã luôn có quan hệ mật thiết vào nồng ấm. Mọi chính phủ hậu Cộng sản 1989 đều ủng hộ Hoa Kỳ ở mọi khía cạnh. Ba Lan gia nhập NATO vào năm 1999 và hai nước đã là đồng minh từ đó tới nay, đặc biệt là về vấn đề Nga bành trướng và Chiến tranh chống khủng bố. Cả bốn Tổng thống Hoa Kỳ gần đây nhất, Bill Clinton, George W. Bush, Barack Obama và Donald Trump, đều đã ghé thăm Ba Lan.